# Mats Eriksson (företagsledare)
Mats Eriksson, född 1962, är en finländsk företagsledare. Han är medlem i ledningsgruppen för den internationella Sandvik-koncernen och har tidigare varit VD på bland annat Cencorp Corporation och Salcomp Corporation.

## Karriär
Under sin karriär har Eriksson arbetat i Finland, Singapore, Malaysia, Kina, Indien, USA, Brasilien och Sydkorea. I början av sin karriär arbetade han bland annat på Partek, ICL Data, Teleste och Teamware Group.
Eriksson blev Salcomps försäljnings- och marknadsföringsdirektör 1998. Eriksson utsågs till VD som Kari Vuorialhos efterträdare i september 2005. Vid den tidpunkten hade företaget 6 300 anställda över hela världen. År 2004 uppgick omsättningen till 141 miljoner euro. Salcomp noterades på Helsingforsbörsen våren 2006 och var då världens största tillverkare av mobilladdare. Bland Salcomps kunder fanns världens sex största mobiltelefontillverkare: Nokia, Motorola, LG, Samsung, Sony Ericsson och BenQ. Deras sammanlagda marknadsandel var över 80 procent. Salcomps stod för cirka en fjärdedel av totala marknaden för laddare. Under 2005 tillverkade Salcomp mer än 152 miljoner laddare.
I slutet av 2006 sade han upp sig från Salcomp för att tillbringa ett sabbatsår med sin familj. Istället flyttade de snart till Shanghai och han började driva HI-DIS, ett tangentbordföretag i Sydkorea. Företaget befann sig i en utmanande situation, för trots att det hade en bra produkt hade dess enda kund just gått i konkurs. Eriksson byggde upp en ny kundbas och fusionerade företaget med en annan koreansk tillverkare. Företaget hade bland annat Samsung, LG och Nokia som kunder och omsatte över hundra miljoner dollar. Totalt tillverkade  företaget cirka 100 miljoner tangentbord per år i Korea och Kina.
Han återvände till Finland hösten 2010, då han blev VD för Cencorp efter Hannu Timmerbacka.
Därefter arbetade han som verkställande direktör för Auramarine, ett företaget i S:t Karins, som tillverkade hjälputrustning för dieselmotorer. Auramarine hade sitt säte i Åbo i Finland, men omsättningen genererades huvudsakliken i Asien. Bolaget var underleverantör till Meyer Werft Turku. Eriksson lämnade Auramarine, som hade cirka 100 anställda, hösten 2016. Bolaget, som ingick i F.W. Hollming Oy Group, hade verksamhet i Hongkong och Shanghai och omsatte cirka 31 miljoner euro.
År 2016 började han på Sandvik som landschef och chef för globala lastare och transport divisionen i Åbo. År 2018 hade Sandvik AB verksamhet i 150 länder och 43 000 anställda, varav 2 000 i Finland. Hösten 2022 utsågs Eriksson, som då var chef för Load and Haul-divisionen i Sandvik Mining and Rock Solutions, till chef för affärsområdet Sandvik Mining and Rock Solutions (SMR). Samtidigt blev han medlem i Sandviks koncernledningsgrupp. 2023 stod SMR-enheten för 52 procent av omsättningen, nästan 66 miljarder kronor. Enheten sysselsatte mer än 17 000 personer.

## Förtroendeuppdrag
Eriksson har suttit i styrelsen för ZenRobotics Oy.